# Batman Bridge
Batman Bridge är en 442 meter lång snedkabelbro över Tamar River i Tasmanien, Australien och är uppkallad efter John Batman. Den byggdes mellan 1966 och 1968 och är Australiens första och en av världens första snedkabelbroar.